# Racomitrium incurvum
Racomitrium incurvum là một loài Rêu trong họ Grimmiaceae. Loài này được (Hoppe & Hornsch.) Huebener mô tả khoa học đầu tiên năm 1833.